# Museo dei paesaggi di terra e di fiume
Il Museo dei paesaggi di terra e di fiume, noto anche come MUPAC, è situato in piazzale Vittorio Veneto 12 all'interno dell'Aranciaia, a Colorno, in provincia di Parma.

## Storia
Il museo originario fu fondato nel 1974, su iniziativa della Pro Loco di Colorno, che si adoperò per recuperare l'antica Aranciaia, fatta edificare tra il 1710 e il 1712 dal duca di Parma Francesco Farnese quale orangerie del vicino parco del palazzo Ducale, ma sprofondata nel degrado in seguito alla trasformazione in magazzino dopo l'Unità d'Italia; il primo nucleo della collezione etnografica, dedicata alla civiltà contadina della zona, era stato raccolto a partire dagli anni Sessanta dai volontari Giuseppe Bertini, Alberto Calzolari e Antonio Simeone.
Negli decenni seguenti il Museo Etnografico, dell'Ingegno popolare e della Tecnologia preindustriale, della Stampa e del Cinematografo si arricchì con nuovi materiali, dedicati, oltre al lavoro nei campi, alla pesca e alla caccia, anche alle altre attività diffuse nel territorio tra il XIX secolo e la prima metà del XX, nonché alla stampa e al cinema.
Nel 2014, in occasione della ristrutturazione dell'edificio, il museo fu completamente rinnovato, conservando solo una selezione degli oggetti e degli strumenti della precedente esposizione e aggiungendo altre sezioni espositive; al termine delle opere, il 6 aprile di quell'anno si svolse la cerimonia di inaugurazione, col contestuale cambio di denominazione in Museo dei paesaggi di terra e di fiume.

## Percorso espositivo

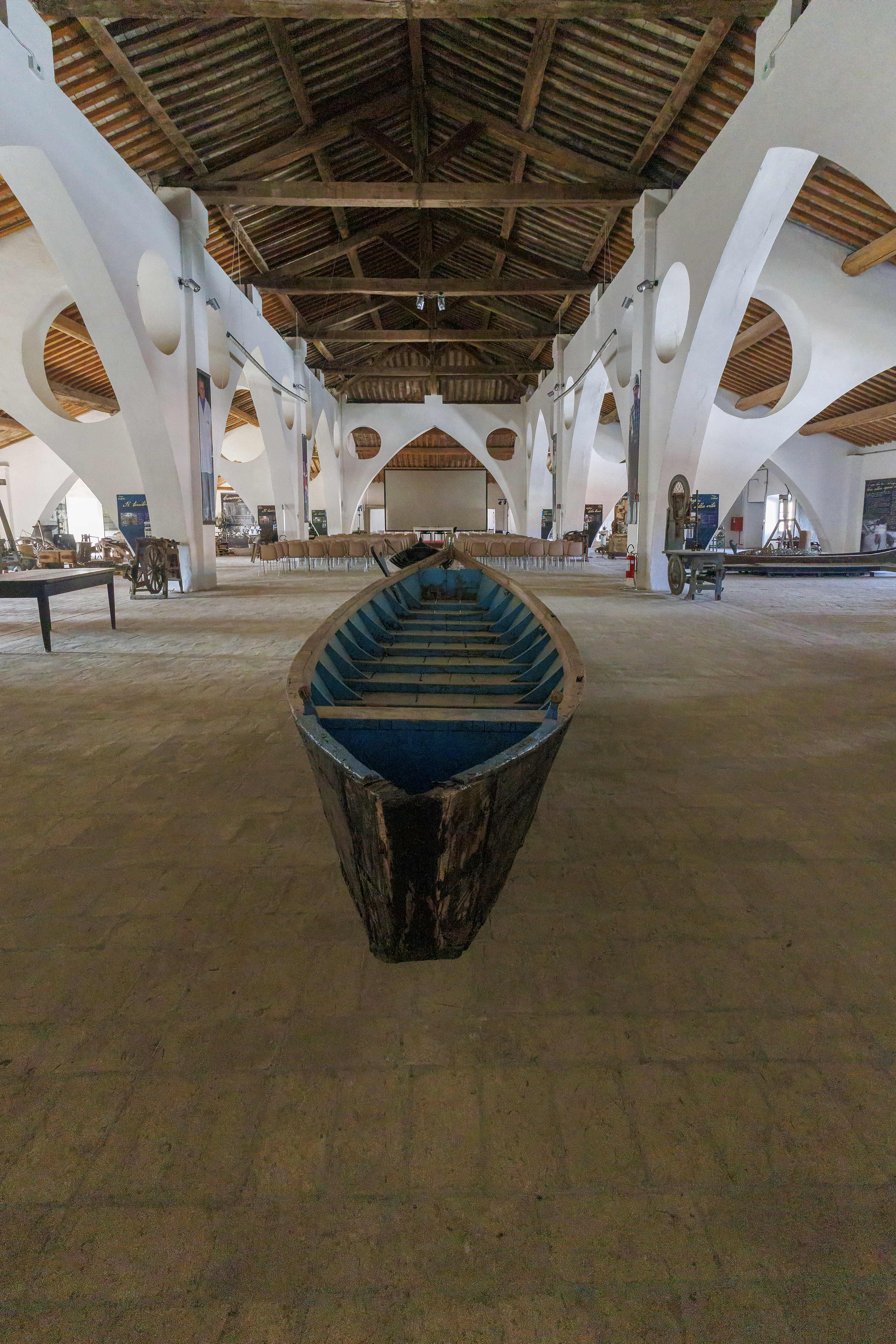
Navata centrale del salone, con un'imbarcazione fluviale in primo piano

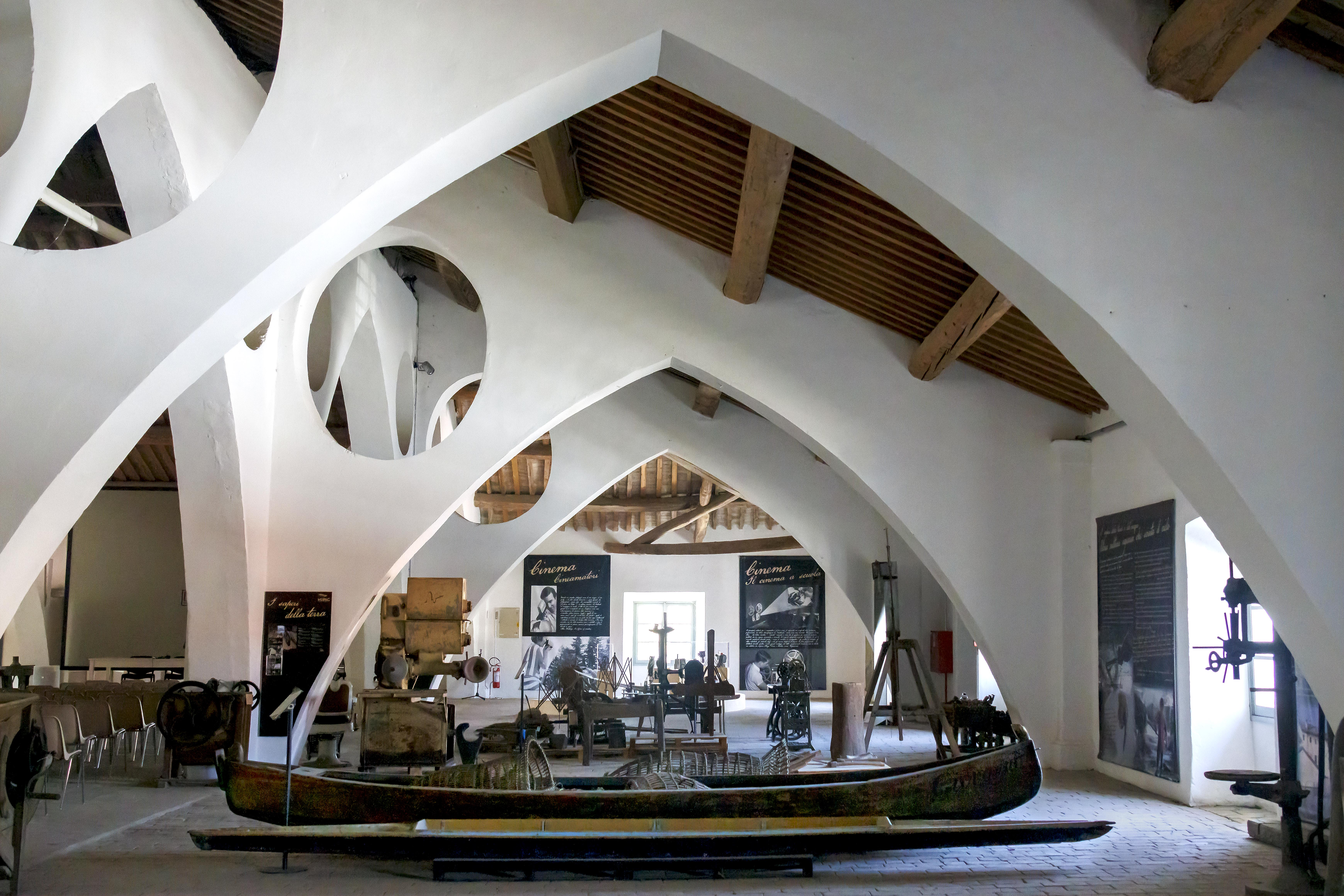
Navata destra del salone, con un'altra imbarcazione fluviale in primo piano

Il percorso espositivo, sviluppato nelle tre navate del grande salone posto al primo piano dell'Aranciaia, è suddiviso in quattro sezioni principali: paesaggio, cinema, "Abitare" e "I sapori"; a loro volta, le ultime due sono distinte in tre sottosezioni, intitolate rispettivamente "Abitare la dimora", "Abitare la terra" e "Abitare il lavoro", per quanto riguarda la terza, e "I saperi della mano", "I saperi della terra e dell'acqua" e "I saperi della vita", per quanto riguarda la quarta.
La seconda sezione raccoglie strumenti legati alla storia del cinema, a partire dal XIX secolo; tra questi si trovano proiettori di diverse epoche, bobine e manifesti di scena.
Le ultime due sezioni, più vaste, espongono 212 oggetti, selezionati tra quelli appartenenti al precedente museo etnografico; sono esposti strumenti legati alla produzione del vino e del Parmigiano Reggiano, alle lavorazioni artigianali e tessili, all'agricoltura, alla pesca, alla caccia e alla gestione della casa, tra cui due imbarcazioni fluviali, un telaio per la canapa, vari arredi e una serie di attrezzi da falegnami, arrotini, calzolai e norcini.